# Theridion elegantissimum
Theridion elegantissimum är en spindelart som beskrevs av Roewer 1942. Theridion elegantissimum ingår i släktet Theridion och familjen klotspindlar.
Artens utbredningsområde är Taiwan. Inga underarter finns listade i Catalogue of Life.